# Офтебру, Енс Лурос
Енс Лурос Офтебру (норв. Jens Lurås Oftebro; род. 21 июля 2000, Осло или Берум) — норвежский двоеборец, четырёхкратный чемпион мира, призёр чемпионатов мира и этапов Кубка мира, член сборной Норвегии по лыжному двоеборью.

## Биография
Енс Лурос дебютировал в Континентальном Кубке по лыжному двоеборью 7 января 2017 года в Хойдальсмо. В гонке преследования он пришёл к финишу 25-м.
На Чемпионате мира по лыжным видам спорта среди юниоров в 2017 году в США занял шестое место в командном зачете. В индивидуальных соревнованиях он достиг 17-го и 25-го места на двух дистанциях.
На Чемпионате мира по лыжным видам спорта среди юниоров в 2018 году он выиграл в составе норвежской команды бронзовую медаль. 10 марта 2018 года он впервые выступил на этапе Кубка мира в Осло, в этих соревнованиях он сразу набрал 27 очков.
По результатам Кубка мира сезона 2018/2019 года он занял итоговое 40-е место. Кубок мира сезона 2019/2020 он начал с двух третьих мест на индивидуальных соревнованиях в финском местечке Рука.
Его брат Эйнар также является двоеборцем.
На чемпионате мира 2021 года норвежец выиграл первую личную медаль на крупнейших турнирах: Офтебру стал бронзовым призёром в соревнованиях на нормальном трамплине. В командном турнире норвежский двоеборец поднялся на верхнюю ступень пьедестала почёта.
На чемпионате мира 2025 года в Тронхейме стал чемпионом в смешанной командной гонке и серебряным призёром в новой дисциплине компакт-гонке. 

## Кубок мира

### Победы в личных гонках (5)
| # | Сезон     | Дата            | Место             | Соревнование | Дисциплина, место    |
| - | --------- | --------------- | ----------------- | ------------ | -------------------- |
| 1 | 2019/2020 | 29 ноября 2020  | Рука              | Кубок мира   | бол. трамплин/5 км   |
| 2 | 2022/2023 | 3 декабря 2022  | Лиллехаммер       | Кубок мира   | бол. трамплин/10 км  |
| 3 | 2022/2023 | 27 января 2023  | Зефельд-ин-Тироль | Кубок мира   | бол. трамплин/10 км  |
| 4 | 2022/2023 | 11 февраля 2023 | Шонах             | Кубок мира   | бол. трамплин/10 км  |
| 5 | 2023/2024 | 24 ноября 2023  | Рука              | Кубок мира   | бол. трамплин/7,5 км |